# Port macierzysty

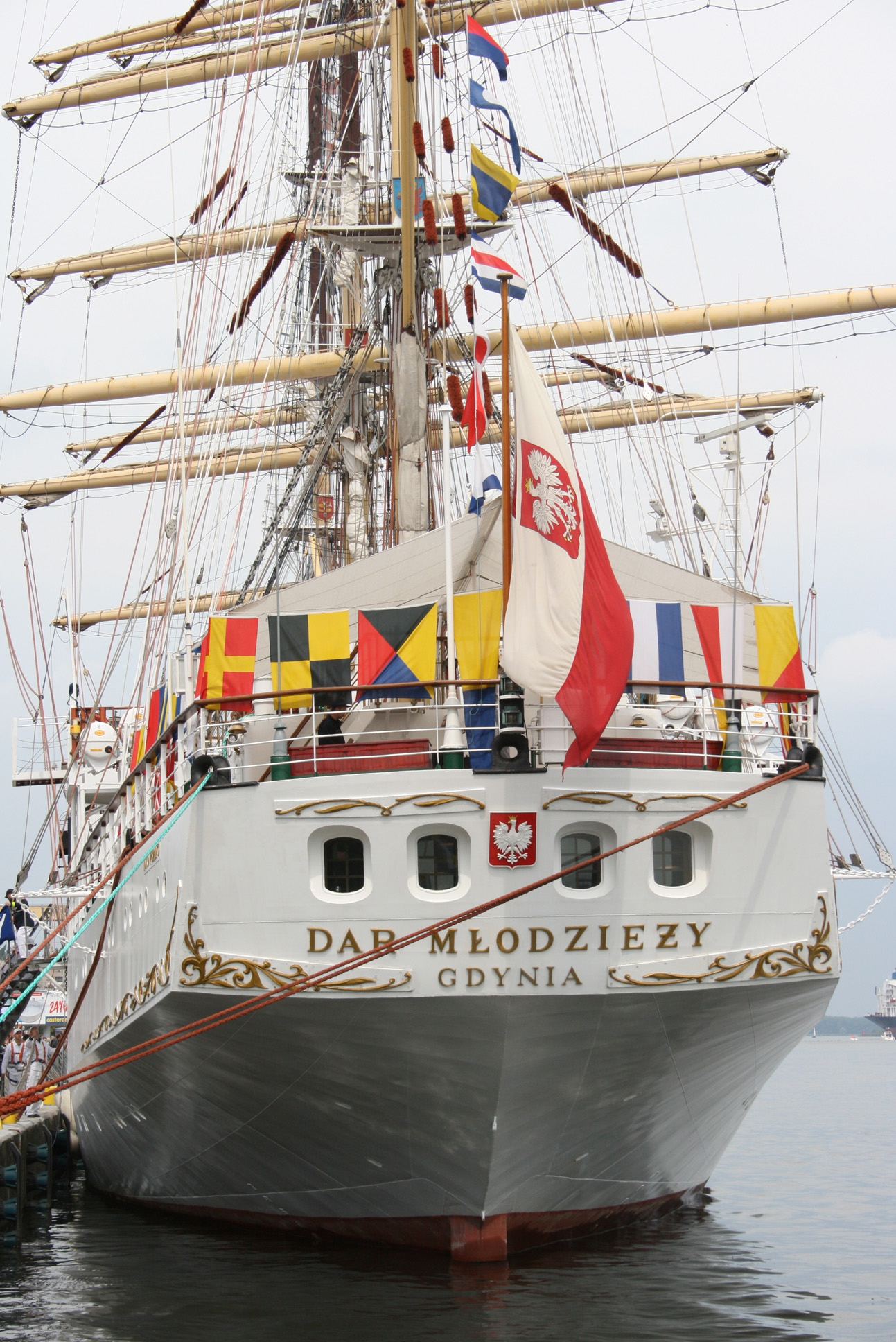
STS „Dar Młodzieży”
port macierzysty/rejestracji Gdynia

Port macierzysty – port, który armator wskazał jako miejsce stałego postoju statku.